# Nocloa ezeha
Nocloa ezeha är en fjärilsart som beskrevs av Dyar 1914. Nocloa ezeha ingår i släktet Nocloa och familjen nattflyn. Inga underarter finns listade i Catalogue of Life.